# Закупнев, Захар Александрович
Заха́р Алекса́ндрович За́купнев (23 августа [4 сентября] 1890, село Терновка, Воронежская губерния — 4 сентября 1937, Москва, Лефортовская тюрьма) — советский военно-морской деятель, в 1933—1935 годах — первый командир Северной военной флотилии, из которой был сформирован Северный флот СССР.

## Биография
Родился в 1890 году в селе Терновка Россошанской волости Острогожского уезда Воронежской губернии (ныне — Россошанского района Воронежской области) в семье крестьян. Отец — Александр Васильевич Закупнев, 1862 года рождения, батрак. Мать — Полина Ефимовна. Кроме Захара, в семье была старшая сестра Евдокия и четыре младших брата.
В 1904 году окончил сельскую школу, батрачил, работал в бригаде путейцев на станции Евстратовка Юго-Восточной железной дороги, в артеле каменщиков, мостивших улицы Воронежа.
В ноябре 1911 года призван матросом на Балтийский флот в 1-й флотский экипаж. С марта 1912 по март 1914 года проходил обучение в Артиллерийской школе Учебного артиллерийского отряда. Получил специальность комендора и чин унтер-офицера. После обучения продолжил службу указателем (инструктором) на броненосце «Император Александр II» (в будущем «Заря Свободы»).

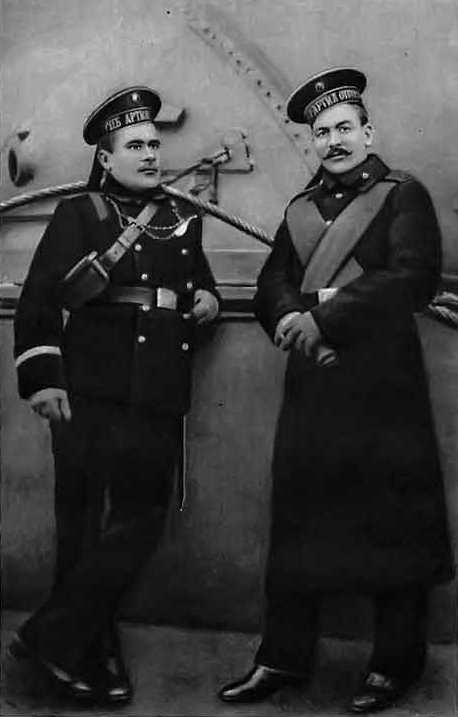
З. А. Закупнев (слева) и И. Д. Сладков (справа) на борту броненосца «Император Александр II», входящего в состав Учебного артиллерийского отряда. 1915 год

Во время службы на этом учебном броненосце был помощником видного в будущем революционера Ивана Давыдовича Сладкова. В декабре 1915 года арестован за революционную деятельность, 9 месяцев провёл в заключении. В августе 1916 года за недостаточностью улик освобождён, но разжалован в матросы, и направлен во 2-ю батарею Або-Аландской укреплённой позиции, где служил комендором.
В 1917 году член артиллерийского комитета, комиссар (военком) Або-Аландской укреплённой позиции, избирался членом Совета Або (ныне г.Турку, Финляндия). С января по апрель 1918 года — командир сводного отряда моряков в Або (250 человек, канонерская лодка «Бобр», 2 ледокола). С июня 1918 года комиссар Артиллерийского управления Петроградской трудовой коммуны, затем — Петроградского военного округа.
В феврале 1919 года вступил в ВКП(б). Весной 1919 года женился на Ольге Дитш.
С сентября 1919 года — помощник командира башенной батареи форта «Краснофлотский» («Красная Горка»).
В 1920 году на Черноморском флоте (тогда — Морские силы Чёрного и Азовского морей). С июня 1920 года — помощник начальника, временно исполняющий должность начальника артиллерии, комиссар крепости Очаков. С июня 1921 года — комиссар крейсера «Адмирал Нахимов» (в будущем «Червона Украина»).
В 1921 году комиссар Училища командного состава флота (Учкомсостфлота, позже ВВМУ имени М. В. Фрунзе) и Соединённых классов.
7 марта 1922 года зачислен слушателем Военно-морской академии. В 1924 году, с 12 июня по 20 ноября, в ходе обучения участвует в походе сторожевого корабля «Воровский» (бывшее посыльное судно «Ярославна») из Архангельска во Владивосток. 4 июля 1927 года оканчивает академию.
В период с 1927 по 1930 годы — помощник командира (с июля 1927) учебного корабля «9 января» (бывший минзаг «Волга»), помощник командира минного заградителя «25 октября» (бывший минзаг «Нарова», ещё раньше крейсер «Генерал-Адмирал»), помощник командира (с марта 1928), командир (с октября 1928) эсминца «Сталин» (бывший «Самсон»).
В ноябре 1927 года был исключён из партии за троцкизм, но в том же месяце восстановлен.
С августа 1930 года — исполняющий обязанности командира 3-го дивизиона эсминцев. С 13 января 1931 по 1933 год — командир бригады эсминцев МСБМ.
В 1933 году руководил Экспедицией особого назначения (ЭОН-1) по проводке кораблей из Балтийского моря в Мурманск.
С августа 1933 года командующий Северной военной флотилией, которая впоследствии (с 1937 года) станет Северным флотом. По мнению сослуживца, после назначения на эту должность и прибытия в Мурманск, Закупнев с энтузиазмом принялся за дело, но столкнулся с огромной массой проблем при создании флотилии, не смог организовать плановую работу и постепенно «опустил руки», что стало причиной замены его на К. И. Душенова.
23 февраля 1934 года награждён орденом Красной Звезды.
В августе 1935 года переведён в Каспийскую военную флотилию командиром 2-й группы (дивизиона) канонерских лодок. В тот период проживал в Баку, по адресу 7-й Баиловский переулок, дом 4, квартира 9.[значимость факта?]
15 марта 1936 года присвоено звание капитана 1-го ранга.
Закупнев З. А. стал одной из первых жертв массовых репрессий в РККА на Каспийской военной флотилии. По обвинениям в прошлом участии в «троцкистско-зиновьевской оппозиции», бездеятельности по службе и неудовлетворительном руководстве подразделением 21 января 1937 года окружной парткомиссией Закавказского военного округа был вновь исключён из партии. 10 марта 1937 года уволен по статье 43-б.
19 марта 1937 года арестован в Москве по обвинению во вредительстве и содержался в Лефортовской тюрьме. Однако сразу после начала «Дела Тухачевского» следствие переключилось на обвинение в «руководстве военным заговором» на КаспВФ. Не выдержав психологического давления и пыток (в их применении к Закупневу сознался его следователь З. М. Ушаков-Ушимирский, сам расстрелянный за массовые нарушения законности в 1940 году), Закупнев оговорил себя и многих других командиров флотилии. 4 сентября 1937 года приговором Военной коллегии Верховного суда СССР по обвинению по контрреволюционной троцкистской деятельности был приговорён к высшей мере наказания. На суде отказался от всех данным им показаний. В тот же день приговор приведён в исполнение — Захар Александрович Закупнев был расстрелян в подвале Лефортовской тюрьмы. Похоронен в Москве на Новом Донском кладбище.
Реабилитирован 2 марта 1958 года. Восстановлен в партии 16 ноября 1988 года.

## Воинское звание З. А. Закупнева
В разных источниках указываются звания капитан 1-го ранга, флагман 2-го ранга (соответствует нынешнему званию контр-адмирал), флагман 1-го ранга (соответствует нынешнему званию вице-адмирал). Такие разночтения связаны с не совсем корректными попытками интерпретировать должность военнослужащего до введения воинских званий в РККА в сентябре 1935 года. До этого момента, с 1918 по 1935 год, военнослужащие назначались на должности (комбриг, начдив, комкор и т. п.), которым соответствовали категории — от 0-й, то есть отсутствия категории (красноармеец, то есть в нынешнем понимании — рядовой) до 14-й (командующий округом, армией, фронтом).
В 1931 году Закупнев был назначен командиром бригады эскадренных миноносцев Балтийского флота (тогда МСБМ — Морские силы Балтийского моря) с досрочным присвоением 11-й воинской категории (должность комбрига в армии и командира бригады кораблей соответствовала 10-й воинской категории, а 11-я соответствовала уже командующему эскадрой или комдиву в армии). 11-й воинской категории — уровень комдива — в табели о рангах 1935 года соответствовало звание флагмана 2-го ранга.
В августе 1933 года Закупнев становится командующим флотилией, а это уже уровень 12-й категории или звание флагмана 1-го ранга в период 1935—1940 годов, или звание вице-адмирала в современной табели о рангах.
В августе 1935 года Закупнева переводят на Каспий командиром дивизиона канонерских лодок — это явное понижение по должности. А с введением званий, в 1936 году, ему присваивают звание капитана 1-го ранга, соответствующее новой должности. А сменивший в августе 1935 года Закупнева на посту командира Северной флотилии, Душенов в ноябре 1935 года получил звание флагмана 1-го ранга, что также соответствовало должности.

## Семья
Жена — Ольга Фёдоровна (Фридриховна), до замужества — Дитш, дочь обрусевшего немца, капельмейстера судового оркестра броненосца «Князь Суворов», Фридриха Дитша, погибшего в Цусимском сражении. Вступили в брак в 1919 году.
Дети — Владимир и Ирина.

## Память
На родине, в селе Терновке, в 1990 году установлен мемориал.

## Интересные факты
Захар Закупнев был прототипом Семена Плетнева, персонажа трилогии Сергея Колбасьева «Поворот все вдруг».

### Комментарии
1. ↑  Некоторые источники[3] утверждают о службе в 1914—1915 командиром башни главного калибра линкора «Императрица Мария», но это, вероятно, ошибка, так как линкор «Императрица Мария» вступил в строй в июле 1915 года и входил в состав Черноморского флота, а служба Закупнева в тот период проходила на Балтике
2. ↑  МСБМ — Морские силы Балтийского моря — так в тот период назывался Балтийский флот
3. ↑  приказ НКО № 01168/п
4. ↑  Приказ НКО № 0201/04 от 1-.03.1937 г.